# Улица Шверника
Улица Шве́рника (в 1958—1971 — улица Телевидения) — улица, расположенная в Юго-западном административном округе Москвы, входящая в состав Академического района. Улица Шверника идёт от проспекта 60-летия Октября, пересекая улицу Гримау и Новочерёмушкинскую улицы, в конце соединяется с Большой Черёмушкинской улицей.

## Происхождение названия
Прежнее название (улица Телевидения) было присвоено в 1958 году в связи с предполагавшимся строительством телецентра в этом районе (строительство перенесли в Останкино). Переименована в 1971 году в честь Николая Михайловича Шверника (1888—1970), советского политического деятеля.

## Описание
На улице Шверника находится налоговая инспекция № 28, общежитие МГУ, церковь Троицы Живоначальной в Старых Черёмушках и почтовое отделение 117449. Ближайшие станции метро: «Академическая» и «Крымская».

## Примечательные здания и сооружения
- № 9, корп. 2 — жилой дом (не сохранился). Здесь с 1963 года по конец 1960-х годов жил поэт, кинорежиссёр, киносценарист Геннадий Шпаликов[1] со своей женой актрисой Инной Гулая. Так же в этом доме с 1963 года по конец 1960-х жил актёр З. Е. Гердт, затем он переехал в дом № 15 корпус 1[2].
- № 11, корп. 4, (улица Телевидения, дом 11, корпус 4, квартира 41) — с 1964 года жил поэт, актёр, автор и исполнитель собственных песен Высоцкий Владимир Семенович с мамой Ниной Максимовной. Дом снесен в 1998 году.[3]
- № 17, корп. 1, стр. 1 — Храм Живоначальной Троицы в Старых Черёмушках.
- № 19 — Дом аспиранта и стажёра МГУ.

## Улица Шверника в кино
На улице Шверника снималось несколько отечественных кинофильмов:
- «Молодо-зелено», 1962 г. — сцена встречи главного героя фильма со своим учителем снималась у дома 2 корпус 1. В сцене на торец дома вешают название улицы выдуманного города Джегора.
- «Адам и Хева», 1969 г. — финальная сцена фильма у кафе, парикмахерской и почты в дагестанском ауле, снималась вокруг здания торгового центра «Черемушки» (д. 13 корпус 1).
- «Городской романс», 1970 г. — практически все натурные сцены снимались в квартале 10с Новых Черёмушек вдоль улицы Шверника.
- «Большое космическое путешествие», 1974 г. — сцена уговоров главной героиней матери своего напарника опустить сына с ней в Космос снята у подъезда дома 15 корпус 2.Улица Шверника, возле торгового центра «Черёмушки», д. 13 корпус 1, где Павел покупал шампанское

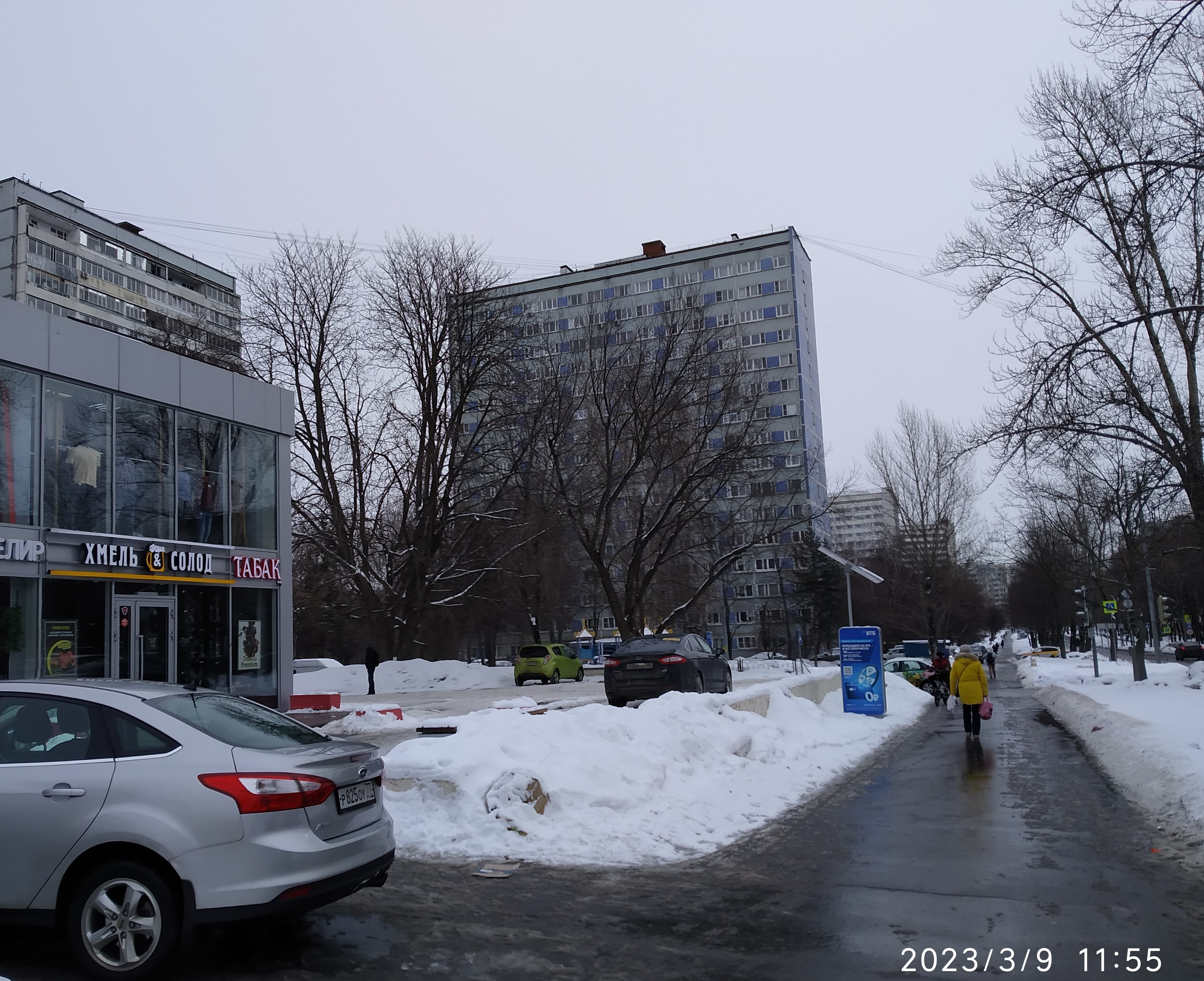
Улица Шверника, возле торгового центра «Черёмушки», д. 13 корпус 1, где Павел покупал шампанское

- «Ирония судьбы, или С лёгким паром!», 1975 г. — сцена на новогодней ярмарке, куда приезжает Павел на автобусе и покупает шампанское, снималась возле торгового центра «Черёмушки», д. 13 корпус 1. Сцена прохода вернувшегося в Москву Жени Лукашина в финале фильма снималась там же и в колоннаде Дома аспиранта и стажёра МГУ, ул. Шверника, д. 19.
- «Это мы не проходили», 1975 г. — начальная сцена фильма (игра в снежки), снятая около стилобата Дома аспиранта и стажёра МГУ.